# 三井住友トラストクラブ
三井住友トラストクラブ株式会社（みついすみともトラストクラブ、英称：Sumitomo Mitsui Trust Club Co., Ltd.）は、クレジットカードに関する事業を行う株式会社である。三井住友信託銀行を中心とした三井住友トラスト・グループの一員。三井住友トラスト・カードや三井住友フィナンシャルグループ（SMBCグループ）の三井住友カードとは別法人である。
日本国内でダイナースカードの発行業務を行なっていることでも知られる。

## 概要
1977年（昭和52年）4月2日に、株式会社ディー・エヌ・シー・エイジェンシーとして設立。シティコープ（現:シティグループ）の日本におけるクレジットカード部門として発足した。アメリカ合衆国においては、シティバンクが直接VISA及びMasterCardのプリンシパル・メンバーとして発行しているが、日本国内においては事業開始時点で銀行法による規制（クレジットカードの銀行直接発行の禁止、1982年に撤廃）の存在、またVISA/MasterCard共に加盟店開放が完全に機能していなかった（海外発行カードの受け入れは可能だが、国内他社発行カードは不可）事情があり、傘下にカード事業会社を設立した上でVISAジャパン協会（現:VJA）及びUCカードグループ（後にオムニカード協会発足の際、そちらへ移行）へ加盟しての発行となった。
2004年（平成16年）7月31日、シティカードジャパンに商号を変更。同年12月13日にシティコープダイナースクラブジャパン株式会社 及び Citicorp Card Services, Inc.の日本に於ける営業を承継した。
2014年（平成26年）、シティグループによる世界的な不採算部門の見直しの一環による日本国内の個人金融ビジネスからの撤退に伴い、三井住友信託銀行および新生銀行、三越伊勢丹ホールディングス、JCBの3社連合が、シティカードジャパンの買収に名乗りをあげていたが、2015年（平成27年）12月14日付けで、独占的交渉権を得た三井住友信託銀行が400億円強程度で全株式を取得し、社名を三井住友トラストクラブに変更した。
2025年10月を目途に同じ三井住友信託銀行傘下の三井住友トラスト・カードとの経営統合（三井住友トラスト・カードが三井住友トラストクラブを吸収合併し商号を「三井住友トラストクラブ」に変更）を予定している。

## クレジットカード

### TRUST CLUBカード（旧：SuMi TRUST CLUBカード）
2019年7月1日より、SuMi TRUST CLUBカードはTRUST CLUBカードにリニューアルした。発行されている券種は以下の通り。
- TRUST CLUB プラチナマスターカード
- TRUST CLUB ワールドカード
- TRUST CLUB ワールドエリートカード
- TRUST CLUB プラチナ Visaカード
- TRUST CLUB ゴールドカード
- TRUST CLUB エリートカード
- デルタ スカイマイル TRUST CLUB プラチナVISAカード
- デルタ スカイマイル TRUST CLUB ゴールドVISAカード

空港ラウンジサービス
空港ラウンジを利用する事が出来るサービスであり、セレクトVISAプラチナ、ゴールド、エリート及びリワードの会員が利用する事が出来る。サービス対象となる空港は次の通り。
- 新千歳空港
- 函館空港
- 青森空港
- 秋田空港
- 仙台空港
- 新潟空港
- 小松空港
- 成田国際空港
- 東京国際空港
- 富山空港
- 中部国際空港
- 関西国際空港
- 大阪国際空港
- 神戸空港
- 岡山空港
- 広島空港
- 米子空港
- 山口宇部空港
- 高松空港
- 松山空港
- 徳島空港
- 福岡空港
- 北九州空港
- 熊本空港
- 鹿児島空港
- 那覇空港

## 個人情報漏洩
シティカード会員情報を使った、保険勧誘業務を請け負っていた会社関係者が、顧客情報を複製。個人情報の売買により21万人以上の個人情報漏洩が発生した。2012年9月25日、流出させた関係者と情報を買い取った関係者が、不正競争防止法違反容疑で逮捕されている。